# Août 1787

## Événements

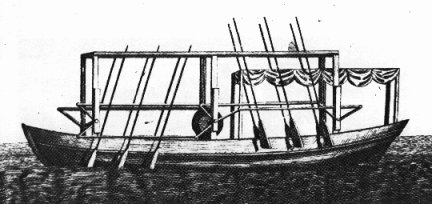
Le premier bateau à vapeur de John Fitch était propulsé par des rames (Columbian Magazine, 1786)

- Interdiction des réunions des Clubs comme la société des Trente (société réunie chez Duport), qui rayonne sur la province grâce à son journal, La Sentinelle du Peuple (10 octobre 1788-25 décembre 1788).

- 10 août : l'empire ottoman déclare la guerre à la Russie[1]. Début de la deuxième guerre russo-turque (fin en 1792). Potemkine, devient commandant en chef des troupes russes.
- 14 - 15 août : les parlementaires parisiens sont envoyés à Troyes pendant la nuit.
- 18 août, France : lit de justice. Exil du Parlement de Bordeaux à Libourne.
- 20 - 30 août : des émeutes populaires éclatent à Paris pour soutenir les Parlements. La négociation entre Loménie de Brienne et les parlements aboutit à un compromis : le gouvernement envisage de convoquer les États Généraux, mais demande du temps et des moyens financiers pour présenter en 1792 un bilan satisfaisant (novembre).
- 22 août, États-Unis : John Fitch fait l'essai sur le fleuve Delaware d'un bateau à vapeur propulsé par des rames.

## Naissances
- 16 août : Jean Michel Claude Richard (mort en 1868), botaniste français.
- 24 août : James Weddell (mort en 1834), explorateur britannique.
- 25 août : Étienne-Louis Lefébure de Fourcy (mort en 1869), mathématicien français.